# محطة قطار زرالدة
محطة قطار زرالدة هي محطة قطارات بمدينة زرالدة في ولاية الجزائر تقع قرب غابة زرالدة، وتنطلق منها أنواع عديدة من القطارات على اختلاف درجاتها إلى جميع نواحي الجزائر.

## تاريخ
يرجع إنشاء محطة زرالدة إلى بداية القرن الواحد والعشرين عام 2016م. وكان مبنى هذه المحطة قد تم تشييده عند افتتاح خط سكة حديد من زرالدة إلى بئر توتة لنقل الركاب ما بين زرالدة وبئر توتة.
وقد تزامن مشروع القطار الكهربائي الرابط بين زرالدة ومدينة الجزائر مع نزع ملكية أراض على مساره من طرف وزارة النقل الجزائرية مقابل منح تعويضات لمالكي الأراضي على مستوى زرالدة.
وقد تكفلت شركة تركية بإنجاز المشروع بالتعاون مع شركات جزائرية.
وقد تم الانطلاق في أشغال هذه المحطة في 3 سبتمبر 2011م لإنجاز هذا الخط المزدوج والمكهرب.
وكان تدشين هذه المحطة في 11 ديسمبر 2016م بمناسبة الذكرى 56 لمظاهرات 11 ديسمبر 1960م.

## المنشآت
إضافة إلى وظيفته الحيوية يعطي هذا الخط المنطلق من زرالدة بعدا جماليا أيضا، حيث يمر بمرتفعات المنطقة عبر منشآت عديدة هي:
1. أربعة جسور هوائية.[7]
2. ستة جسور طرقية.[8]
3. نفق بطول 341 متر.[9]

ومن جهة أخرى سيتم الشروع في دراسة الجدوى من أجل إنشاء خط آخر مماثل يربط مدينة زرالدة بمدينة أولاد فايت مرورا بمدينة سطاوالي التي تعاني من مشاكل نقل كثيرة.
و سيصل هذا الخط الحديدي على المدى المتوسط أو البعيد إلى مدينة أولاد فايت ليلتقي بشبكة مترو الجزائر التي سيبلغ طولها 40 كيلومترا بحلول 2022م.

## القطار
تجوب القطارات المسافة الرابطة بين زرالدة وبئر توتة بسرعة ما بين 120 كلم\سا و160 كم\سا، على أن يتوقف في خمس محطات هي: زرالدة، سيدي عبد الله، المدينة الجديدة، تسالة المرجة وآخرها محطة بئر توتة.
ويساهم هذا الخط المنطلق من زرالدة في التخفيف بشكل كبير من معاناة القاطنين بالمناطق المذكورة الواقعة على الجهة الغربية للعاصمة.
ويمتد طول الخط على 21 كم من زرالدة إلى بئر توتة في ولاية الجزائر.

## مدة السفر
مدة السفر من زرالدة إلى غاية محطة قطار آغا بالنسبة للقطار السريع 30 دقيقة و40 دقيقة بالنسبة للقطار الذي يتوقف في المحطات التي هي مجهزة بكل الوسائل العصرية لضمان راحة المواطن.

## المحطة
تمت إقامة محطة السكة الحديدية في مدينة زرالدة بمحاذاة المحطة البرية على مساحة تقدر ب 300 متر مربع بغية تشكيل شبكة من وسائل النقل في نفس النقطة تتمثل في الحافلات وسيارات الأجرة والقطار.

## الموقع
تقع محطة قطار زرالدة على بعد 30 كلم من مدينة الجزائر، وعلى بعد 50 كلم من مدينة تيبازة، وعلى بعد 2 كلم من البحر الأبيض المتوسط.
وهذا الموقع الرائع القريب من الشريط الساحلي والواجهة البحرية العاصمية، في إطار مشروع تهيئة خليج الجزائر وجواره، يجعل منه موقعا استراتيجيا مقابلا للطريق السريع الجنوبي للعاصمة على مستوى بلدية زرالدة · .
وتقع هذه المحطة في بلدية زرالدة بـمتيجة ومنطقة القبائل.

## الخطوط والمحطات الموصولة

### الجلفةالخط من زرالدة إلى بئر توتة
|  |   |  | المحطات             | البلديات     |
|  | - |  | ------------------- | ------------ |
|  | ● |  | زرالدة              | زرالدة       |
|  | ● |  | سيدي عبد الله       | المحالمة     |
|  | ● |  | جامعة سيدي عبد الله | المحالمة     |
|  | ● |  | تسالة المرجة        | تسالة المرجة |
|  | ● |  | بئر توتة            | بئر توتة     |

### الخط من زرالدة إلى عين البنيان
|  |   |  | المحطات     | البلديات    |
|  | - |  | ----------- | ----------- |
|  | ● |  | زرالدة      | زرالدة      |
|  | ● |  | سطاوالي     | سطاوالي     |
|  | ● |  | الشراقة     | الشراقة     |
|  | ● |  | عين البنيان | عين البنيان |

### الخط من زرالدة إلى قوراية
|  |   |  | المحطات     | البلديات    |
|  | - |  | ----------- | ----------- |
|  | ● |  | زرالدة      | زرالدة      |
|  | ● |  | دواودة      | دواودة      |
|  | ● |  | فوكة        | فوكة        |
|  | ● |  | بو إسماعيل  | بو إسماعيل  |
|  | ● |  | خميستي      | خميستي      |
|  | ● |  | وهارون      | بوهارون     |
|  | ● |  | عين تقورايت | عين تقورايت |
|  | ● |  | تيبازة      | تيبازة      |
|  | ● |  | شرشال       | شرشال       |
|  | ● |  | سيدي غيلاس  | سيدي غيلاس  |
|  | ● |  | حجرة النص   | حجرة النص   |
|  | ● |  | مسلمون      | مسلمون      |
|  | ● |  | قوراية      | قوراية      |

## مكتبة الصور

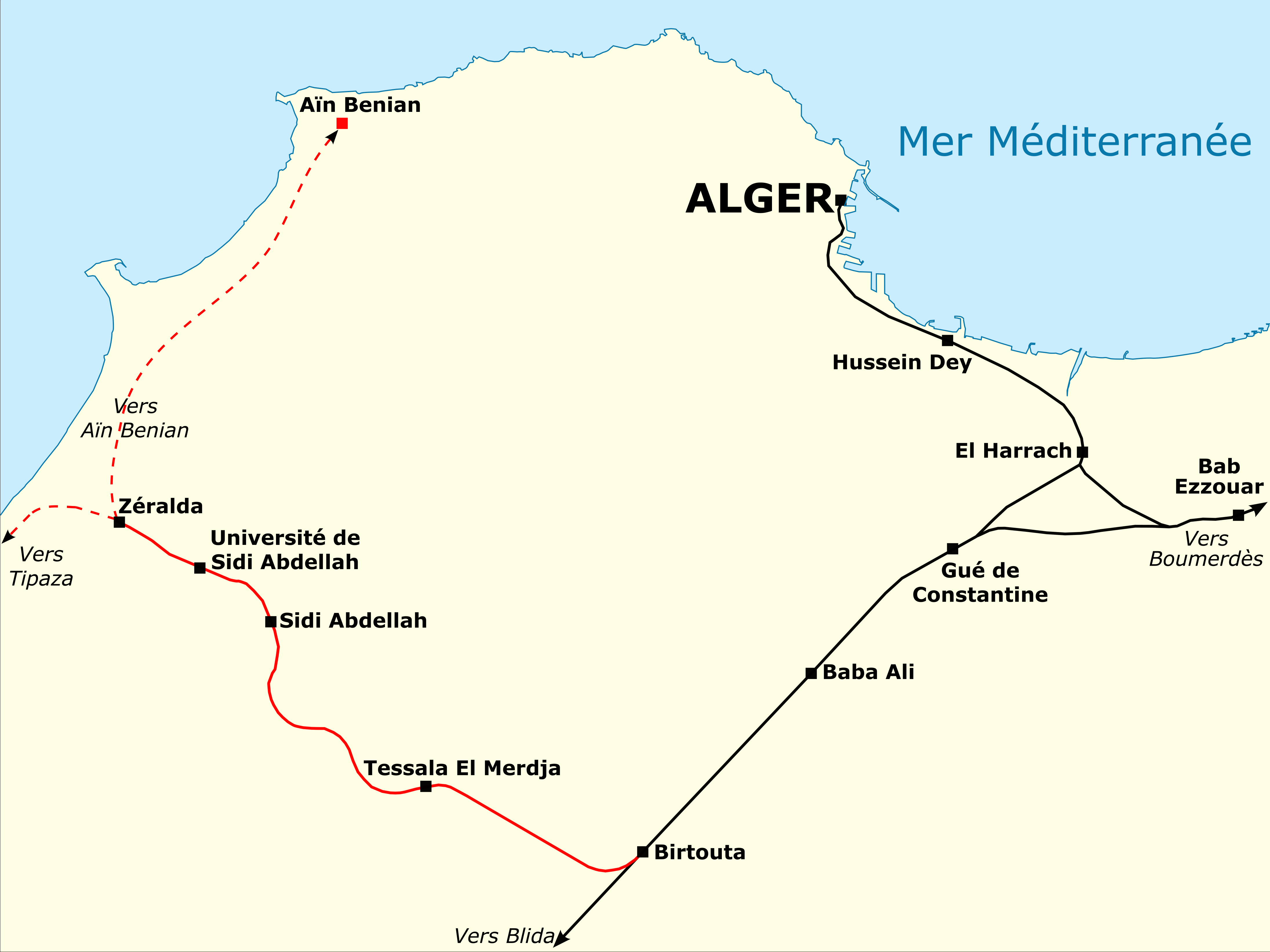
خط سكة حديد من زرالدة إلى بئر توتة
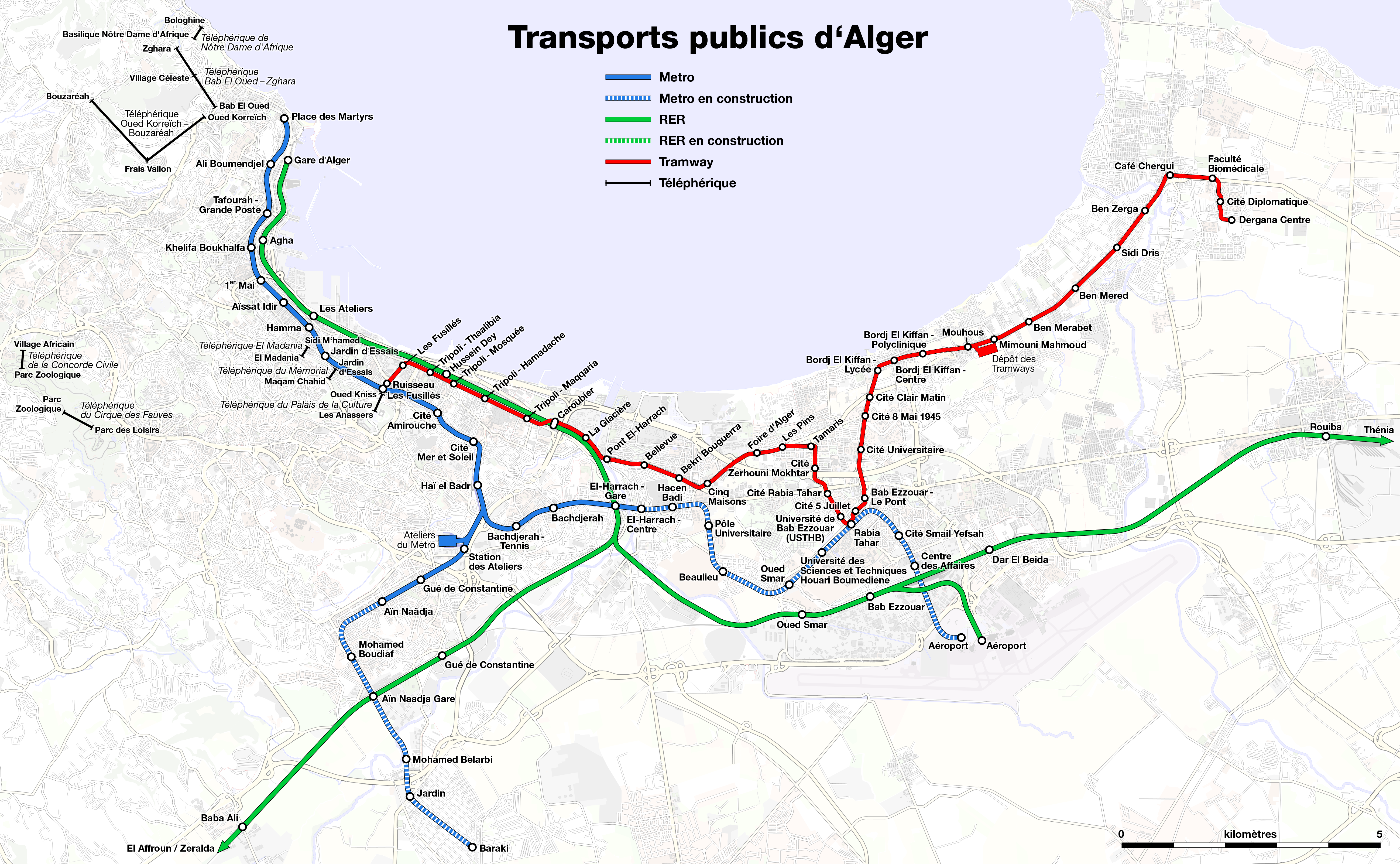
مترو الجزائر وترامواي الجزائر العاصمة
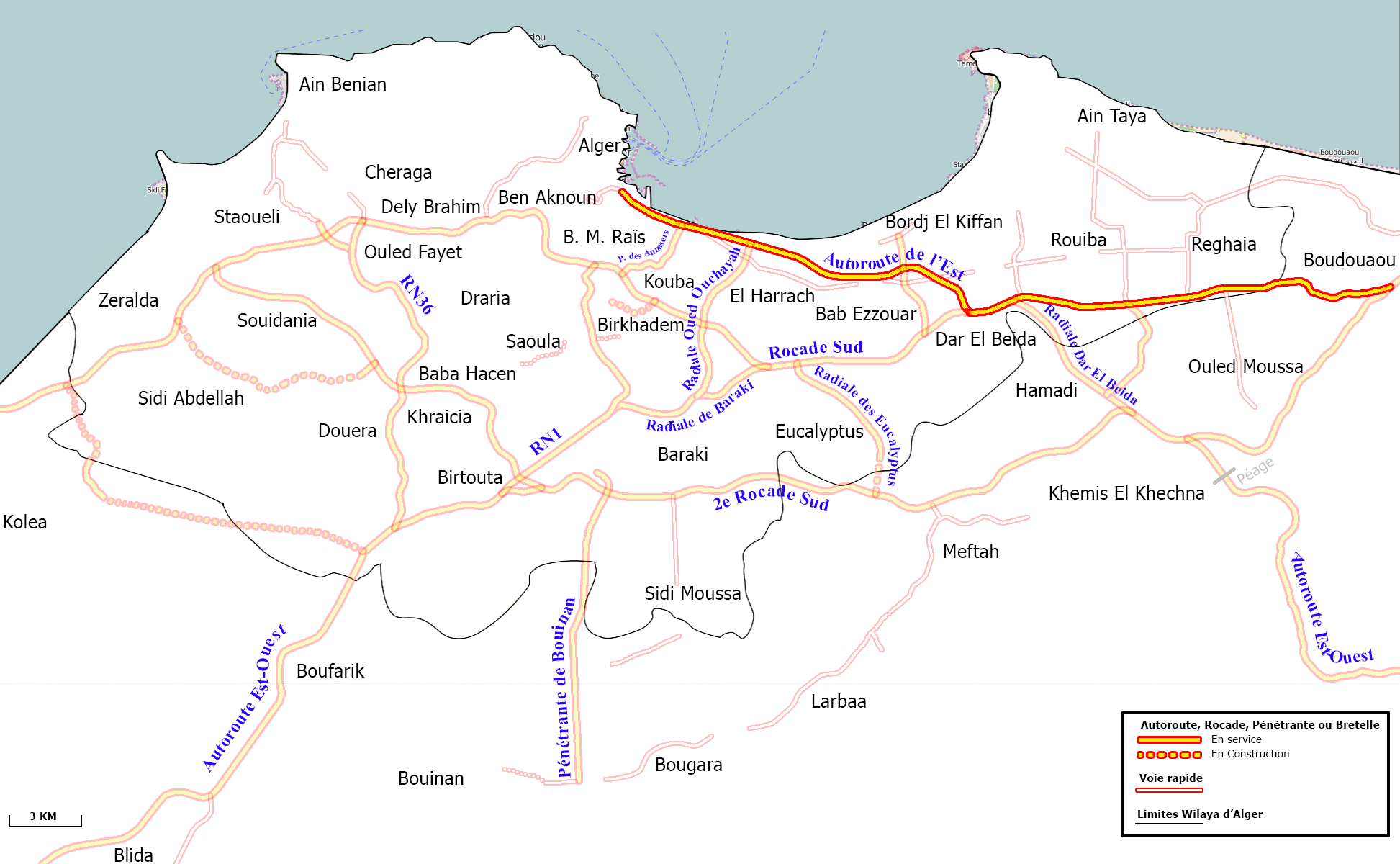
النقل في ولاية الجزائر
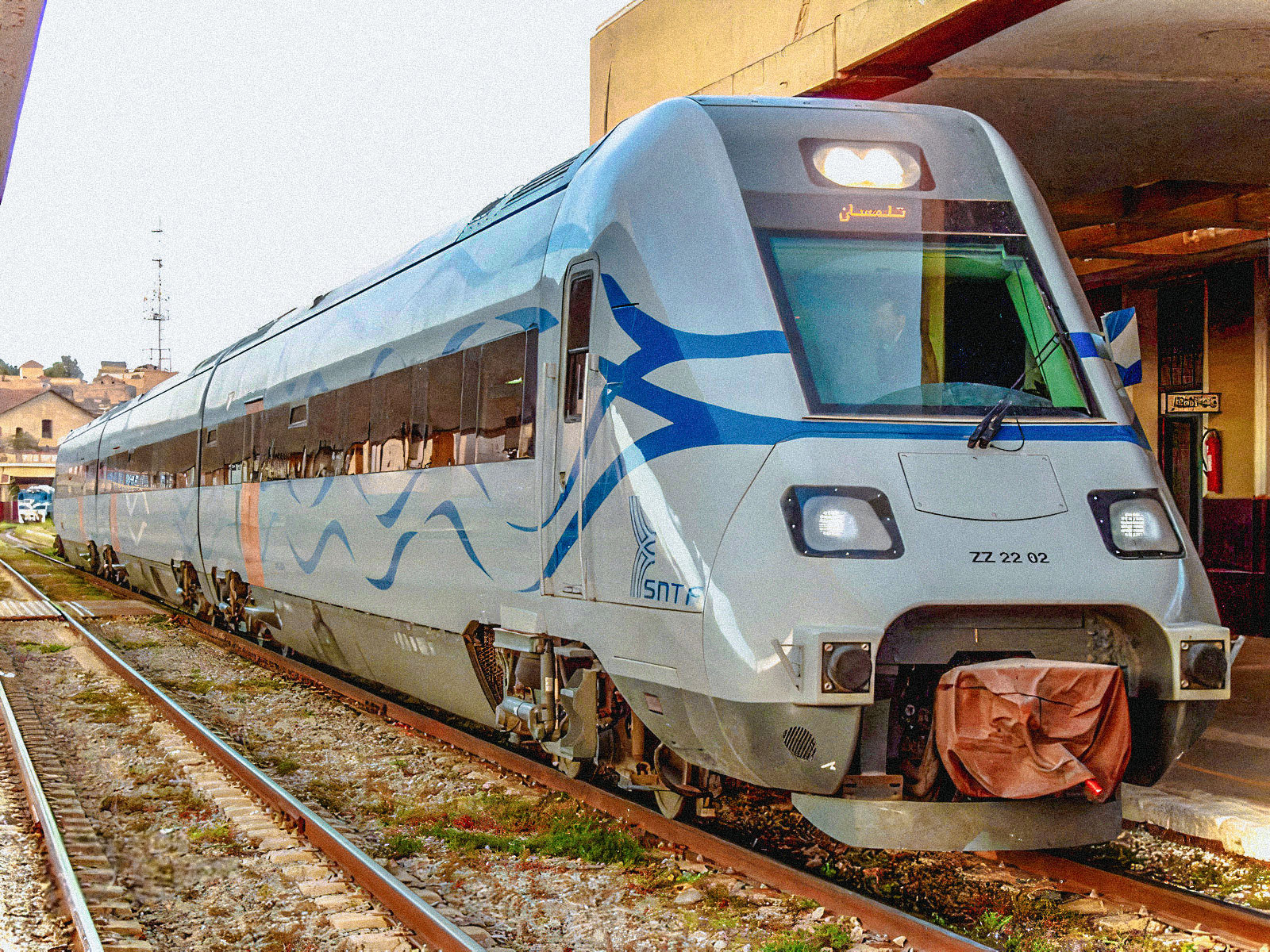
الشركة الوطنية للنقل بالسكك الحديدية
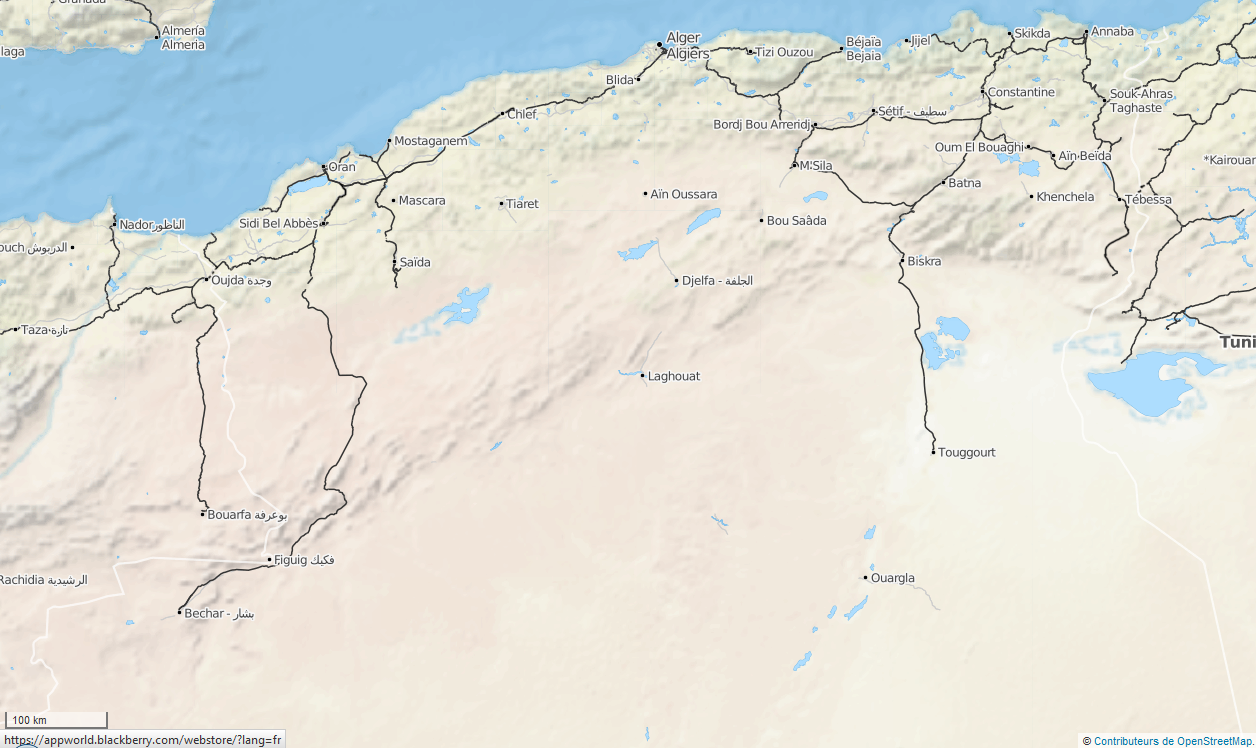
النقل بالسكة الحديدية في الجزائر

### مواضيع ذات صلة
- وزارة النقل الجزائرية
- الشركة الوطنية للنقل بالسكك الحديدية
- النقل في الجزائر
- محطات السكك الحديدية في الجزائر
- النقل بالسكة الحديدية في الجزائر
- النقل في ولاية الجزائر
- تاريخ السكك الحديدية الجزائرية
- قائمة خطوط السكة الحديدية في الجزائر
- الوكالة الوطنية لدراسة ومتابعة إنجاز الاستثمارات في السكك الحديدية
- قائمة محطات القطار في الجزائر

### فيديوهات
- 1- خط السكة الحديدية بين زرالدة وبئر توتة على يوتيوب
- 2- خط السكة الحديدية بين زرالدة وبئر توتة على يوتيوب
- 3- خط السكة الحديدية بين زرالدة وبئر توتة على يوتيوب
- 4- خط السكة الحديدية بين زرالدة وبئر توتة على يوتيوب
- 5- خط السكة الحديدية بين زرالدة وبئر توتة على يوتيوب
- 6- خط السكة الحديدية بين زرالدة وبئر توتة على يوتيوب
- 7- خط السكة الحديدية بين زرالدة وبئر توتة على يوتيوب
- 8- خط السكة الحديدية بين زرالدة وبئر توتة على يوتيوب

### وصلات خارجية
- الموقع الرسمي للشركة الوطنية للنقل بالسكك الحديدية